# Phú Sơn, Bù Đăng
Phú Sơn là một xã thuộc huyện Bù Đăng, tỉnh Bình Phước, Việt Nam.
Xã Phú Sơn có diện tích 120,42 km², dân số năm 2005 là 4.794 người, mật độ dân số đạt 40 người/km².